# Вікова липа (Ровеньки)
Вікова липа — ботанічна пам'ятка природи місцевого значення в місті Ровеньки, поблизу центральної міської лікарні. Загальна площа — 0,01 га.
Ботанічна пам'ятка отримала статус згідно з рішенням виконкому Луганської обласної Ради народних депутатів № 251 від 1 серпня 1972 року, рішенням виконкому Ворошиловградської обласної Ради народних депутатів № 247 від 28 червня 1984 року.
Пам'ятка природи являє собою липу віком близько 180 років. 